# Lindsay Wagner
Lindsay Wagner (Los Angeles, 22 de juny de 1949) és una actriu i model estatunidenca. És més coneguda per haver protagonitzat la sèrie de televisió La dona biònica (1976-1978), personatge que es va convertir en una icona de cultura popular dels anys 70. Per aquest paper, Wagner va guanyar un Premi Emmy per a una actriu protagonista destacada en un paper dramàtic el 1977. Wagner va començar a actuar professionalment el 1971 i ha mantingut una llarga carrera d'actuació en diverses produccions de cinema i televisió fins als nostres dies.

## Biografia
Wagner va néixer a Los Angeles, filla de Marilyn Louise (née Thrasher) i William Nowels Wagner. Quan tenia set anys, els pares de Wagner es van divorciar i la seva mare es va traslladar amb ella al barri nord-est d'Eagle Rock, a prop de Pasadena. Una altra trasllat de la seva mare i el seu padrastre, Ted Ball, va portar Wagner a Portland, Oregon, on va assistir a l'escola secundària David Douglas i va aparèixer en diverses obres de teatre de l'escola.
Després de la seva graduació, Wagner va passar un parell de mesos a França abans de matricular-se a la Universitat d'Oregon durant un any. Wagner es va traslladar durant sis mesos al Mt. Hood Community College, Gresham, abans d'abandonar-se i traslladar-se a Los Angeles. Va ser diagnosticada amb dislèxia.
Wagner va treballar com a model a Los Angeles i va obtenir alguna experiència televisiva al presentar-se com a amfitriona a Playboy After Dark, i també va ser concursant al programa de jocs The Dating Game de 1969. El 1971 va signar un contracte amb Universal Studios i va treballar en diverses produccions. El seu debut en televisió per primera vegada a la sèrie va ser a la sèrie Adam-12 ("Million Dollar Buff"), i va continuar en Owen Marshall: Counselor at Law, The F.B.I., Sarge, i Night Gallery (1971, com a infermera a l'episodi: "The Diary").
Entre 1971 i 1975, va aparèixer en cinc episodis de Marcus Welby, M.D. i dos episodis de The Rockford Files. El 1973 va debutar en cinema amb els llargmetratges Two People, el seu primer paper principal, i The Paper Chase de la 20th Century Fox, el mateix any, interpretant a la filla del sever professor de dret, Kingsfield.
El 1975 va interpretar el paper de Jaime Sommers, l'amor de la infància del coronel Steve Austin del "Six Million Dollar Man" (interpretat per Lee Majors). L'èxit del seu paper fou tal que Universal va decidir recuperar-la i dedicar-li una sèrie spin-off, la dona biònica, que es va emetre del 1976 al 1978. Pel seu paper va guanyar un Premi Emmy com a la "Millor actriu en un paper dramàtic" el 1977. Després d'aquest paper va continuar fent sèries de televisió i pel·lícules, però cap amb el ressò popular que havia tingut La dona biònica.

## Vida personal
S'ha casat i divorciat quatre vegades:
Allan Rider (1971-1973);
Michael Brandon (1976-1979);
Henry Kingi (1981-1984), amb qui va tenir dos fills, i amb
Lawrence Mortorff (1990-1993).

## Filmografia

### Pel·lícules
| Any  | Títol                                       | Paper                  | Notes |
| ---- | ------------------------------------------- | ---------------------- | ----- |
| 1973 | Two People                                  | Deirdre McCluskey      |       |
| 1973 | The Paper Chase                             | Susan Fields           |       |
| 1976 | Second Wind                                 | Linda                  |       |
| 1979 | The Incredible Journey of Doctor Meg Laurel | Meg Laurel             |       |
| 1979 | The Two Worlds of Jenny Logan               | Jenny Logan            |       |
| 1981 | Nighthawks                                  | Irene                  |       |
| 1981 | High Risk                                   | Olivia                 |       |
| 1985 | Martin's Day                                | Dr. Mennen             |       |
| 1986 | Young Again                                 | Laura Gordon           |       |
| 1991 | Ricochet                                    | DA Priscilla Brimleigh |       |
| 1998 | Frog and Wombat                             | Sydney Parker          |       |
| 2003 | A Light in the Forest                       | Penelope Audrey        |       |
| 2005 | Buckaroo: The Movie                         | Ms. Ainsley            |       |
| 2006 | The Surfer King                             | Connie Zirpollo        |       |
| 2008 | Billy: The Early Years                      | Morrow Graham          |       |
| 2012 | Who Killed Soul Glow?                       | Unnamed                |       |
| 2018 | Samson                                      | Zealphonis             |       |

### Televisió
| Amy       | Títol                                                            | Paper                                                         | Notes                                |
| --------- | ---------------------------------------------------------------- | ------------------------------------------------------------- | ------------------------------------ |
| 1971      | Adam-12                                                          | Jenny Carson                                                  | Episodi: "Million Dollar Buff"       |
| 1971      | The Man and the City                                             | Margie Holland                                                | Episodi: "Disaster on Turner Street" |
| 1971      | The Bold Ones: The Lawyers                                       | Stella Bowers                                                 | Episodi: "In Defense of Ellen McKay" |
| 1971      | Sarge                                                            | Laurie Meyers                                                 | Episodi: "The Combatants"            |
| 1971      | Owen Marshall, Counselor at Law                                  | Diana Oliver                                                  | Episodi: "Until Proven Innocent"     |
| 1971–1972 | Night Gallery                                                    | Noia / Infermera                                              | 2 Episodis                           |
| 1971–1975 | Marcus Welby, M.D.                                               | Susan Davis / Denise Malory / Emily Matocsis / Nurse Gledhill | 5 episodis                           |
| 1972      | O'Hara, U.S. Treasury                                            | Edie Lang                                                     | Episodi: "Operation: XW-1"           |
| 1972      | The F.B.I.                                                       | Laurie Peale                                                  | Episodi: "Dark Journey"              |
| 1974–1975 | The Rockford Files                                               | Sara Butler                                                   | 2 Episodis                           |
| 1975–1976 | The Six Million Dollar Man                                       | Jaime Sommers                                                 | 9 episodis                           |
| 1976      | Whodunnit?                                                       | Panellist                                                     | Episodi: "Future Imperfect"          |
| 1976–1978 | La dona biònica                                                  | Jaime Sommers                                                 | 3 x temporades: 58 episodis          |
| 1978      | Windows, Doors & Keyholes                                        | Unnamed                                                       | Telefilm                             |
| 1979      | The Incredible Journey of Doctor Meg Laurel                      | Meg Laurel                                                    | Telefilm                             |
| 1979      | The Two Worlds of Jennie Logan                                   | Jennie Logan                                                  | Telefilm                             |
| 1980      | Scruples                                                         | Billy Ikehorn                                                 | Television minisèrie                 |
| 1981      | Callie & Son                                                     | Callie Bordeaux                                               | Telefilm                             |
| 1982      | Memories Never Die                                               | Joanne Tilford                                                | Telefilm                             |
| 1983      | I Want to Live!                                                  | Barbara Graham                                                | Telefilm                             |
| 1983      | The Fall Guy                                                     | Mary Connors                                                  | Episodi: "Devil's Island"            |
| 1983      | Princess Daisy                                                   | Francesca Valenski                                            | Telefilm                             |
| 1983      | Two Kinds of Love                                                | Susan Farley                                                  | Telefilm                             |
| 1984      | Passions                                                         | Nina Simon                                                    | Telefilm                             |
| 1984      | Jessie                                                           | Dr. Jessie Hayden & Executive producer                        | Telefilm pilot i 10 episodis         |
| 1985      | The Other Lover                                                  | Claire Fielding                                               | Telefilm                             |
| 1985      | This Child Is Mine                                               | Bonnie Wilkerson                                              | Telefilm                             |
| 1986      | A Child's Cry                                                    | Joanne Van Buren                                              | Telefilm                             |
| 1986      | Kate & Allie                                                     | Julia                                                         | Episodi: "Late Bloomer"              |
| 1986      | Convicted                                                        | Martha Forbes                                                 | Telefilm                             |
| 1987      | Stranger in My Bed                                               | Beverly Slater                                                | Telefilm                             |
| 1987      | The Return of the Six Million Dollar Man and The Bionic Woman    | Jaime Sommers                                                 | Telefilm                             |
| 1987      | Student Exchange                                                 | Principal                                                     | Telefilm                             |
| 1988      | Evil in Clear River                                              | Kate McKinnon                                                 | Telefilm                             |
| 1988      | Alfred Hitchcock Presents                                        | Susan Forrester                                               | Episodi: "Prism"                     |
| 1988      | The Taking of Flight 847: The Uli Derickson Story                | Uli Derickson                                                 | Telefilm                             |
| 1988      | Nightmare at Bittercreek                                         | Nita Daniels                                                  | Telefilm                             |
| 1988      | Scandals                                                         | Host                                                          | Telefilm                             |
| 1988      | Police Story: Burnout                                            | Det. Sidney Shannon                                           | Telefilm                             |
| 1989      | From the Dead of the Night                                       | Joanna                                                        | Telefilm                             |
| 1989      | Voice of the Heart                                               | Katharine Tempest                                             | Telefilm                             |
| 1989      | Bionic Showdown: The Six Million Dollar Man and The Bionic Woman | Jaime Sommers                                                 | Telefilm                             |
| 1989      | A Peaceable Kingdom                                              | Rebecca Cafferty                                              | 12 episodis                          |
| 1990      | Shattered Dreams                                                 | Charlotte Fedders & Co-producer                               | Telefilm                             |
| 1990      | Babies                                                           | Yvonne                                                        | Telefilm                             |
| 1991      | Fire in the Dark                                                 | Janet                                                         | Telefilm                             |
| 1991      | To Be the Best                                                   | Paula O'Neill                                                 | Telefilm                             |
| 1992      | She Woke Up                                                      | Claudia Parr                                                  | Telefilm                             |
| 1992      | Treacherous Crossing                                             | Lindsey Thompson Gates                                        | Telefilm                             |
| 1992      | Against All Odds                                                 | Host                                                          | Telefilm                             |
| 1992      | A Message from Holly                                             | Holly                                                         | Telefilm                             |
| 1993      | Nurses on the Line: The Crash of Flight 7                        | Elizabeth Hahn                                                | Telefilm                             |
| 1994      | Men Who Hate Women & the Women Who Love Them                     | Host                                                          | Telefilm                             |
| 1994      | Once in a Lifetime                                               | Daphne Fields                                                 | Telefilm                             |
| 1994      | Bionic Ever After?                                               | Jaime Sommers                                                 | Telefilm                             |
| 1995      | Fighting for My Daughter                                         | Kate Kerner                                                   | Telefilm                             |
| 1996      | Sins of Silence                                                  | Molly McKinley                                                | Telefilm                             |
| 1996      | A Mother's Instinct                                              | Raeanne Gilbaine                                              | Telefilm                             |
| 1997      | Contagious                                                       | Dr. Hannah Cole                                               | Telefilm                             |
| 1997      | Their Second Chance                                              | Barbara                                                       | Telefilm                             |
| 1998      | Voyage of Terror                                                 | Dr. Stephanie Tauber                                          | Telefilm                             |
| 2002      | The Division                                                     | Agatha B.                                                     | Episodi: "Farewell My Lovelies"      |
| 2005      | Thicker than Water                                               | Jess Jarrett                                                  | Telefilm                             |
| 2006      | Four Extraordinary Women                                         | Anne                                                          | Telefilm                             |
| 2006      | The Surfer King                                                  | Connie Zirpollo                                               | Telefilm                             |
| 2008      | Billy: The Early Years                                           | Morrow Graham                                                 | Telefilm                             |
| 2008      | Tranquility                                                      | Executive producer                                            | Short                                |
| 2010–2014 | Warehouse 13                                                     | Dr. Vanessa Calder                                            | 6 episodis                           |
| 2011      | Alphas                                                           | Dr. Vanessa Calder                                            | Episodi: "Never Let Me Go"           |
| 2012      | Scruples                                                         | Narrator                                                      | Telefilm                             |
| 2013      | The Thanksgiving House                                           | Abigail Mather                                                | Telefilm                             |
| 2013      | Wi Na Go                                                         | Mary Beth (Veu/Narrador)                                      | Curt                                 |
| 2015      | NCIS                                                             | Barbara Bishop                                                | Episodi: "Blood Brothers"            |
| 2016      | Love Finds You In Valentine                                      | June Sterling                                                 | Telefilm                             |
| 2016      | A Change of Heart                                                | Helen                                                         | Telefilm                             |
| 2017      | Eat, Play, Love                                                  | Rita                                                          | Telefilm                             |
| 2018      | Mingle All the Way                                               | Veronica Hoffman                                              | Telefilm                             |
| 2018      | Fuller House                                                     | Millie                                                        | Episodi: "Angels' Night Out"         |
| 2018–2019 | Grey's Anatomy                                                   | Helen Karev                                                   | 4 episodis                           |